# Ameronothrus schubarti
Ameronothrus schubarti är en kvalsterart som beskrevs av H. Weigmann och Schulte 1975. Ameronothrus schubarti ingår i släktet Ameronothrus och familjen Ameronothridae. Inga underarter finns listade i Catalogue of Life.